# Alle reden übers Wetter
Alle reden übers Wetter ist ein Filmdrama von Annika Pinske, das im Februar 2022 im Rahmen der Filmfestspiele in Berlin seine Premiere feierte und am 15. September 2022 in die deutschen Kinos kam. In dem Film spielt Anne Schäfer eine Doktorandin mit ostdeutscher Biografie, die beim Besuch der Geburtstagsfeierlichkeiten ihrer Mutter in Identitätskonflikte gerät.

## Handlung
Clara ist fast vierzig und hat es geschafft, ihrem Dorf in der ostdeutschen Provinz zu entkommen und in die intellektuelle Elite Berlins aufzusteigen. Die Philosophin promoviert gerade, lebt in einer Kreuzberger WG und ist Mutter der 15-jährigen Emma, die unter der Woche bei ihrem Vater Roland im Berliner Speckgürtel wohnt.
Clara hat mit dem Studenten  Max aus ihrem Utilitarismus-Seminar ein heimliches Verhältnis. Ihre Arbeit hat Hegels Begriff der Freiheit zum Thema. Als Claras Kollegin Hanna für einen Vortrag an Claras Universität kommt und im Flur auf deren Doktormutter Margot trifft, die 20 Jahre zuvor bei ihrem eigenen Studium in Erlangen ihre Dozentin war, bringt sie ihren Frust zum Ausdruck, wie schlecht und verletzend Margot in ihrem Job damals war.
Als Clara zu den Geburtstagsfeierlichkeiten ihrer Mutter zurück nach Mecklenburg-Vorpommern reist, fühlt sie sich ihrer alten Heimat und in ihrer eigenen Familie fremd. Auch wenn Clara alle Menschen in dem Dorf in der Uckermark kennt, hat sie nach und nach die Verbindung zu ihnen verloren. Sie ist keine Diplomatentochter, wie sie an der Universität vorgegeben hat.
Eigentlich hat sie mit ihrer Mutter eine gute Beziehung, und irgendwie vertraut ist auch ihr Verhältnis mit Marcel, der die Gaststätte im Ort betreibt, allerdings stellt sich für diese die Lebensrealität völlig anders dar. Ihre Mutter kann nicht stolz auf das sein, was Clara als Mädchen von Land im Rahmen ihrer universitären Laufbahn erreicht hat. Zumindest wirft Clara ihr dies vor. Clara hat keine Lust, mit ihrer Mutter immer nur über das Wetter zu reden, wenn sie zu Besuch ist. Claras Oma Charlotte hingegen bestätigt sie darin, ihr Potenzial zu nutzen, steckt ihr gleichzeitig aber auch vor ihrer Abreise ein wenig Geld zu, als sei sie noch ein Kind.

## Produktion

### Filmstab und Besetzung

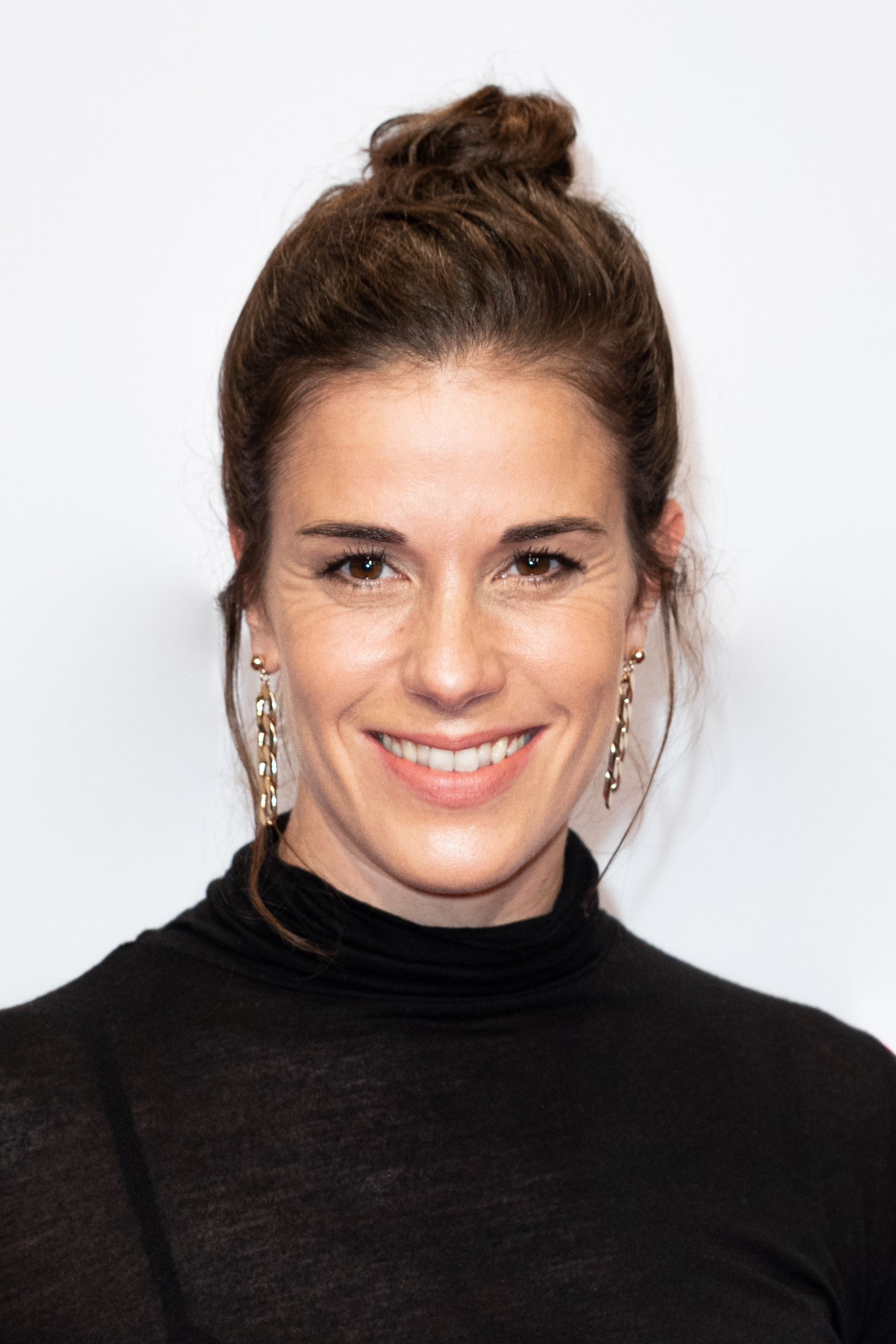
Anne Schäfer spielt in der Hauptrolle Clara

Regie führte Annika Pinske, die auch das Drehbuch schrieb. Es handelt sich nach mehreren Kurzfilmen um ihr Spielfilmdebüt. Wie ihre Protagonistin wurde Pinske in der Uckermark geboren und zog später nach Berlin, wo sie von 2004 bis 2010 Philosophie und Literaturwissenschaften an der Humboldt-Universität studierte.
Anne Schäfer spielt in der Hauptrolle Clara, Judith Hofmann ihre Doktormutter Margot und Marcel Kohler den Studenten Max, mit dem sie eine Affäre hat. Die Nachwuchsschauspielerin Emma Frieda Brüggler spielt ihre Tochter Emma. Weiter zu sehen sind Anne-Kathrin Gummich in der Rolle von Claras Mutter Inge, Christine Schorn als ihre Oma Charlotte, Max Riemelt als Marcel und Sandra Hüller als Hanna. Bei dem Film Toni Erdmann, mit Letzterer in der Hauptrolle, war Pinske als Regieassistentin tätig.

### Förderungen und Dreharbeiten
Der Film erhielt vom Medienboard Berlin-Brandenburg eine Produktionsförderung in Höhe von 100.000 Euro. Von der Beauftragten der Bundesregierung für Kultur und Medien erhielt er eine Verleihförderung in Höhe von 80.000 Euro, vom Medienboard Berlin-Brandenburg in Höhe von 20.000 Euro.
Die Dreharbeiten fanden ab Anfang Mai bis Mitte Juni 2019 in Berlin und in Mecklenburg-Vorpommern statt, so zwei Wochen lang in der Gemeinde Krackow im äußersten Südosten des Bundeslandes, die Claras Heimatdorf als Kulisse diente. Ganz in der Nähe, in Prenzlau, wurde die Regisseurin geboren. Als Kameramann fungierte Ben Bernhard.

### Filmmusik und Veröffentlichung
Die Filmmusik stammt von der Berlinerin Maria Kamutzki. Im Vorspann des Films ist das Lied Niemand wird so wieder werden der Puhdys zu hören.
Erste Vorstellungen erfolgen ab dem 14. Februar 2022 bei den Filmfestspielen in Berlin, wo der Film in der Sektion Panorama gezeigt wurde. Im April 2022 wurde er beim Seattle International Film Festival gezeigt. Ende des Monats wurde er im Rahmen der Reihe New Directors / New Films, einem gemeinsamen Filmfestival des New Yorker Museum of Modern Art und der Film Society of Lincoln Center, vorgestellt. Hiernach wurde er beim Prague International Film Festival (Febiofest) und Anfang Mai 2022 als Abschlussfilm des Crossing Europe Filmfestivals in Linz gezeigt, wo der Film seine Österreichpremiere feierte. Im Mai 2022 erfolgte eine Vorstellung beim Lichter Filmfest Frankfurt International. Im Juni 2022 wird er beim Sydney Film Festival gezeigt. Dort wird Alle reden übers Wetter im Programm „Europe! Voices of Women in Film“ vorgestellt, das von dem paneuropäischen Netzwerk European Film Promotion zusammengestellt wurde und zehn europäischen Filmemacherinnen die Möglichkeit gibt, ihre Filme zu präsentieren. Der Kinostart in Deutschland erfolgte am 15. September 2022.

## Rezeption

### Kritiken
Patrick Wellinski von Deutschlandfunk Kultur schreibt, im Grunde sei Alle reden übers Wetter ein Film über die wichtigsten deutschen Diskurse der Gegenwart: „Es geht um die vielschichtigen Konflikte zwischen Ost und West, Stadt und Land, Arbeitermilieu und Akademikerelite.“ Mit einer sehr stillen und persönlichen Erzählart zeige die Debütantin Annika Pinske die gesellschaftlichen Bruchkanten im heutigen Deutschland, und wenn Clara, die mit ihrer Biografie ein mustergültiges Beispiel für die deutsche Aufstiegsgesellschaft darstellt, keine Sprache mehr mit ihrer Mutter habe, werde auch deutlich, welchen Preis ein solches Leben haben kann. In ihren Identitätskonflikten liege die wahre Kraft des Films, und so sei Alle reden übers Wetter ein klarsichtiges, kluges, intimes und teilweise sogar humorvolles Porträt deutsch-deutscher Biografien geworden, und Clara mache Menschen und Milieus sichtbar, die sonst keinen Platz auf der Leinwand finden.
Peter Osteried ergänzt hierzu in seiner Funktion als Filmkorrespondent der Gilde deutscher Filmkunsttheater, in dem Film werde so viel gestreift, wie der Bruch in den Biografien vieler Menschen aus dem Osten, die Notwendigkeit, sich in vertrautem und doch anderem Umfeld neu zu erfinden und das etwas provinzielle Leben auf dem Land im Kontrast zum Pulsieren der Großstadt. Das alles sei viel schwerer Stoff, der den Film aber nicht erdrücke, sondern den Diskurs geradezu herausfordere, was Alle reden übers Wetter zu einem klugen Film über den Aufstieg durch Bildung, über die Möglichkeiten, aus dem hervorzutreten, woher man kam, aber auch über Emanzipation mache. Die Figuren würden für den Zuschauer aber auch nahbar, dass man mit ihnen fühle.
Kira Taszman vom Filmdienst schreibt, der Film von Annika Pinske spare nicht mit Kritik am akademischen Milieu. So gebe Clara einmal vor, ihre Mutter besitze ein Haus und habe auf ihre alten Tage mit dem Malen begonnen, während ihr Vater Botschafter gewesen sei, bevor er sich selbst erschoss – beides, um den Erwartungen der schnöseligen West-Elite zu entsprechen. Bei der Darstellung des kleinstädtischen Ost-Milieus greife die Regisseurin auf ein paar unnötige Klischees zurück, so wenn Kinder wegen Nichtigkeiten ausgeschimpft oder gar geschlagen werden und die Feiergesellschaft vor allem durch ausschweifenden Alkoholgenuss und dumme Sprüche glänze. Dennoch gelinge Pinske das spannende Porträt einer Frau, die sich zwischen vielen Widersprüchen und gegen allerlei Hindernisse behaupten muss. Anne Schäfer spiele sie nuancenreich und lasse ihre zwiespältigen Gefühle, aber auch ihre Entschlossenheit hervortreten, ihren eigenen individuellen Weg zu gehen.

### Auszeichnungen
Alle reden übers Wetter befindet sich auf einer Mitte August 2022 von german films veröffentlichten Shortlist von Filmen, die von Deutschland als Beitrag für die Oscarverleihung 2023 in der Kategorie Bester Internationaler Film eingereicht werden. Im Folgenden weitere Nominierungen und Auszeichnungen.
Festival Premiers Plans d’Angers 2023
- Nominierung für den Grand Prix du Jury (Annika Pinske)[19]

Fünf Seen Filmfestival 2022
- Nominierung in der Sektion Perspektive Spielfilm[20]

Internationale Filmfestspiele Berlin 2022
- Nominierung als Bester Erstlingsfilm für den GWFF Preis[21]

Neiße Filmfestival 2022
- Lobende Erwähnung im Spielfilmwettbewerb[22]

Preis der deutschen Filmkritik 2022
- Nominierung für das Beste Spielfilmdebüt (Annika Pinske)
- Preis für das Beste Drehbuch (Annika Pinske)
- Nominierung als Beste Schauspielerin (Anne Schäfer)[23]

Seattle International Film Festival 2022
- Nominierung als Bester Film für den Grand Jury Prize (Annika Pinske)[8]